# Tjesnac
Tjesnac, morski prolaz, morski kanal ili morska vrata su mjesta u morima na kojima se dvije veće kopnene mase približavaju i tvore negdje širok a negdje vrlo uzak morski prolaz. Tjesnaci imaju (prije svega su imali u prošlosti) veliko strateško značenje za pomorski promet. Suprotno značenje ovom ima prevlaka.

## Politički značaj
Tjesnaci su još u starom vijeku bili, zbog svog strateškog značenja, vrlo poželjna područja. Njihovo posjedovanje moglo je dati veliku moć, pa su stoga često bili objekt političkih problema. 
Danas je sporazumima sklopljenim na temelju pomorskog prava međunarodno osigurano pravo neometanog tranzita kroz tjesnace. Ovo pravo ne vrijedi kod prolaza između otoka i kopna kad je otok dio države od koje je odvojen prolazom, ako s morske strane takvog otoka postoji u navigacijskom i hidrografskom smislu jednako primjeren put otvorenim morem.

## Primjeri značenja tjesnaca
Bospor i Dardaneli su u povijesti bili često predmet velikih borbi. Pretpostavlja se, da je Trojanski rat vođen između ostalog i kako bi se prekinula kontrola Troje nad Dardanelima. Za vrijeme Kandijskog rata (za Kretu) Venecijanci su u 17. stoljeću blokirali Dardanele, kako bi otežali snabdijevanje Osmanskog carstva, odnosno prije svega Istanbula. Pitanje kontrole nad Bosporom i Dardanelima doprinijelo je 1914. vezivanju Osmanskog carstva uz Središnje sile uz čiju pomoć ju je 1915./1916. u Galipoljskoj bitci za vrijeme Prvoga svjetskog rata uspješno obranila od sila Antante, prije nego što se Osmansko carstvo 1918. urušilo.
Radi kontrole morskog puta između Atlantskog oceana i Sredozemnog mora, Velika Britanija je zajeno s Nizozemcima osvojila Gibraltar i 1830. stijene i grad proglasila krunskom kolonijom. Važnost Gibraltarskog prolaza je gradnjom Sueskog kanala još porasla, jer je slobodni prolaz Gibraltarom osiguravao pomorski put do britanske kolonije Indije.
Značajniji tjesnaci, prolazi i vrata:
- Sjeverno more – Atlantik

- Engleski kanal (sa Solentom, prolazom između kopna Velike Britanije i otoka Isle of Wight) između Velike Britanije i Francuske

- Baltičko more uključujući Kategat

- Öresund između danskog otoka Sjællanda i švedske provincije Skåne
- Veliki Belt između danskih otoka Fyn i Sjælland
- Mali Belt između Fyna i Jyllanda
- Fehmarnbelt između Fehrmarna i Lollanda
- Fehrmarnsund između Fehrmarna i njemačkog kopna
- Skagerrak‎ povezuje Sjeverno more i Kattegat
- Strelasund između Stralsunda i Rügena

- Atlantik - Norveško more

- Suðuroyarfjørður između Suðuroya i ostalih Ferojskih otoka

- Crno more - Azovsko more

- Kerčki prolaz

- Crno more - Mramorno more

- Bospor u Istanbulu

- Tirensko more - Jonsko more

- Mesinski prolaz između Kalabrije i Sicilije
- Sicilijanski prolaz između Sicilije i Tunisa

- Tirensko more - Ligursko more

- Prolaz Bonifacio između Korzike i Sardinije

- Jadransko more - Jonsko more

- Otrantska vrata između Apulije i Albanije

- Egejsko more

- Tjesnac Evripos između otoka Eubeje i Atike (najuži morski tjesnac na svijetu, 40 m)

- Arapsko more - Perzijski zaljev

- Hormuški tjesnac

- Crveno more

- Bab-el-Mandeb, veza s Adenskim zaljevom

- Indijski ocean - Tihi ocean

- Malajski prolaz između Sumatre i Malajskog poluotoka
- Johorski prolaz između Malajskog poluotoka i Singapura
- Sundski prolaz između Sumatre i Jave
- Lombočki prolaz između Balija i Lomboka
- Torresov prolaz između Nove Gvineje i Australije
- Bassov prolaz između Australije i Tasmanije

- Japansko more - Tihi ocean

- Tatarski tjesnac između Sahalina i azijskog kopna
- Tjesnac Cugaru između Hokkaida i Honshua

- Atlantski ocean - Tihi ocean

- Mageljanov prolaz

- Tihi ocena - Arktički ocean

- Beringov prolaz između Aljaske i Sibira

- Atlantik - Arktički ocean

- Davisov prolaz između Kanade i Grenlanda, povezuje Labradorsko more s Baffinovim zaljevom
- Naresov tjesnac između Grenlanda i otoka Ellesmere

- Laptevsko more - Istočnosibirsko more

- Tjesnac Dmitrija Lapteva
- Sannikovljev tjesnac